# Cheimas spoliatus
Cheimas spoliatus är en fjärilsart som beskrevs av Otto Thieme 1906. Cheimas spoliatus ingår i släktet Cheimas och familjen praktfjärilar. Inga underarter finns listade i Catalogue of Life.